# Notothixos incanus
Notothixos incanus är en sandelträdsväxtart som först beskrevs av William Jackson Hooker, och fick sitt nu gällande namn av Oliver. Notothixos incanus ingår i släktet Notothixos och familjen sandelträdsväxter. Inga underarter finns listade i Catalogue of Life.